# 三色火焰社会运动
三色火焰社会运动（義大利語：Movimento Sociale Fiamma Tricolore，缩写为MSFT），简称三色火焰（Fiamma Tricolore），是意大利的一个新法西斯主義政党，于1995年3月3日由皮诺·劳蒂等人创立。劳蒂曾是新法西斯主义政党意大利社会运动“法西斯运动”派系的领导人。在1995年1月27日举行的意大利社会运动最后一次代表大会上，党书记詹弗兰科·菲尼提议解散该党，并入更为温和的民族主义保守党民族联盟。劳蒂将此描述为“对自己历史的否认”，并创立了三色火焰，该党遵循了意大利社会运动的新法西斯主義传统。